# Процко Андрій Андрійович
Андрій Андрійович Процко (нар. 14 жовтня 1947, Чернігів, УРСР) — радянський футболіст, згодом — радянський та український тренер, виступав на позиції нападника.

## Кар'єра гравця
Вихованець ДЮСШ «Десна». Перші тренери — Леонід Ринський і Леонід Тарасевич. З 1966 року протягом п'яти сезонів грав за «Десну» в класі «Б» (1966-1968) і в другій групі класу «А» (1969-1970). Дебютував у складі 2 травня 1966 року в виїзному матчі проти ізмаїльського «Дунайця» — вийшовши на заміну після перерви, Процько забив єдиний у грі м'яч. У 1968 році став найкращим бомбардиром команди на фінальному турнірі українських команд класу «Б». Після закінчення сезону 1968 року отримав запрошення в донецький «Шахтар» від тренера-селекціонера Івана Бобошка, але продовжив виступи за «Десну».
Після ліквідації команди в 1970 році грав за хмельницьке «Динамо», полтавський «Колос» і чернігівський «Хімік». У 1976 році в складі «Хіміка» виграв золоту медаль чемпіонату УРСР серед колективів фізкультури. У 1977-1980 роках виступав за «Десну» у Другій лізі.

## Кар'єра тренера
У 1980-2004 роках працював у тренерському штабі «Десни». У 1983, 1987 і 1994—1996 роках обіймав посаду головного тренера.

## Стиль гри
Грав на позиції правого крайнього нападника. Віктор Муха, кореспондент газети «Український футбол», так охарактеризував футболіста: «Граючи на правому фланзі нападу, своєю наполегливістю, незгасним бажанням боротьби, реактивною швидкістю 1 стрімкими фінтами нерідко ставив опікунів у глухий кут».

## Досягнення

### Як гравця
«Хімік» (Чернігів)
- Чемпіонат УРСР серед КФК
  -  Чемпіон (1): 1976
  -  Бронзовий призер (1): 1975

Індивідуальні
- Найкращий бомбардир «Десни» сезону 1970 року[7].

### Як тренер
«Десна»
- Чемпіонат УРСР
  -  Срібний призер (1): 1982

- Друга ліга чемпіонату України
  -  Чемпіон (1): 1996/97 (Група «А»).
  -  Срібний призер (1): 2003/04 (Група «В»).
  -  Бронзовий призер (1): 2002/03 (Група «В»).